# アンティオキアのマルガリタ
聖マルガリタまたはアンティオキアのマルガリタ（ラテン語：Sancta Margarita Antiochena、イタリア語：Margherita di Antiochia、英語：Margaret of Antioch、? - 304年）は、正教会・非カルケドン派・カトリック教会・聖公会で聖人。乙女殉教者。西方教会での記念日は7月20日。正教会では7月17日（ユリウス暦を使用する正教会では7月30日に相当）が記憶日であり、聖大致命女マリナ（ギリシア語：Μαρίνα）と呼ばれる。

## 概説
マルガリタは伝説上の人物であり、歴史上実在したかどうかは非常に疑わしい。494年には教皇ゲラシウス1世がマルガリタに対する信心が正統なものでないと宣言したが、その信心は衰えず、十字軍の時代に再びマルガリタへの信心が盛んになった。彼女はその伝記を書いたものや読むもの、あるいはそのとりなしを願うものに強力な免償を与えると信じられ、そのことがいっそう彼女への信心を盛んにした。
ヤコブス・デ・ウォラギネの書いた『黄金伝説』の記述によれば、マルガリタはピシディアのアンティオキア（英語） （現在のトルコ共和国・アンタルヤ近郊にあった町）生まれで、父はアエデシウスという異教の祭司であった。彼女はキリスト教の信仰を持ったため、父からうとまれ、養母と共に羊飼いをしながら暮らすことになった。オリブリウスという名の地方高官からキリスト教信仰の放棄とひきかえに結婚を申し込まれた。しかし彼女がこれを拒んだことから捕らえられ、拷問を受けることになったが、そこで多くの奇跡が起こった。たとえばドラゴンの姿をした悪魔に飲み込まれたとき、彼女が持っていた十字架によってドラゴンの体内が傷つき、無事に出てくることができた。この「苦難を乗り越えて胎内から出てきた」という伝説により、民衆信仰では妊婦・出産の守護聖人として崇敬されている。マルガリタは紀元304年に亡くなったとされている。
ギリシャの教会ではマルガリタは「マリーナ」と呼ばれ、7月17日に祝われる。彼女は聖ペラギアなる人物と同一視されており、ギリシャ語でペラギアという名前がラテン語のマリーナと対応している。伝承によればマルガリトと呼ばれたともいう。歴史的に2人が同一人物であるということを示す資料は何もなく、ギリシャのマリーナはアンティオキアのピシディア由来の物語だが、この区別は西方では失われた。
一部の学者たちは一連の伝説がアフロディテの物語に由来しながら、形を変えてキリスト教に取り込まれたものと考えたが、この説には根拠がない。
聖マルガリタ（マーガレット）への崇敬は特にイングランドで盛んであり、250もの教会が彼女に捧げられている。絵画では彼女はしばしば竜から逃れる姿で描かれている。1969年の典礼改革で歴史上の実在性が低いマルガリタは典礼暦から削られ、公的な信心は行われなくなった。それでも民衆の中に信心が生き続けている。彼女は十四救難聖人の一人であり、ジャンヌ・ダルクに幻で現れたことでも知られる。

## ギャラリー

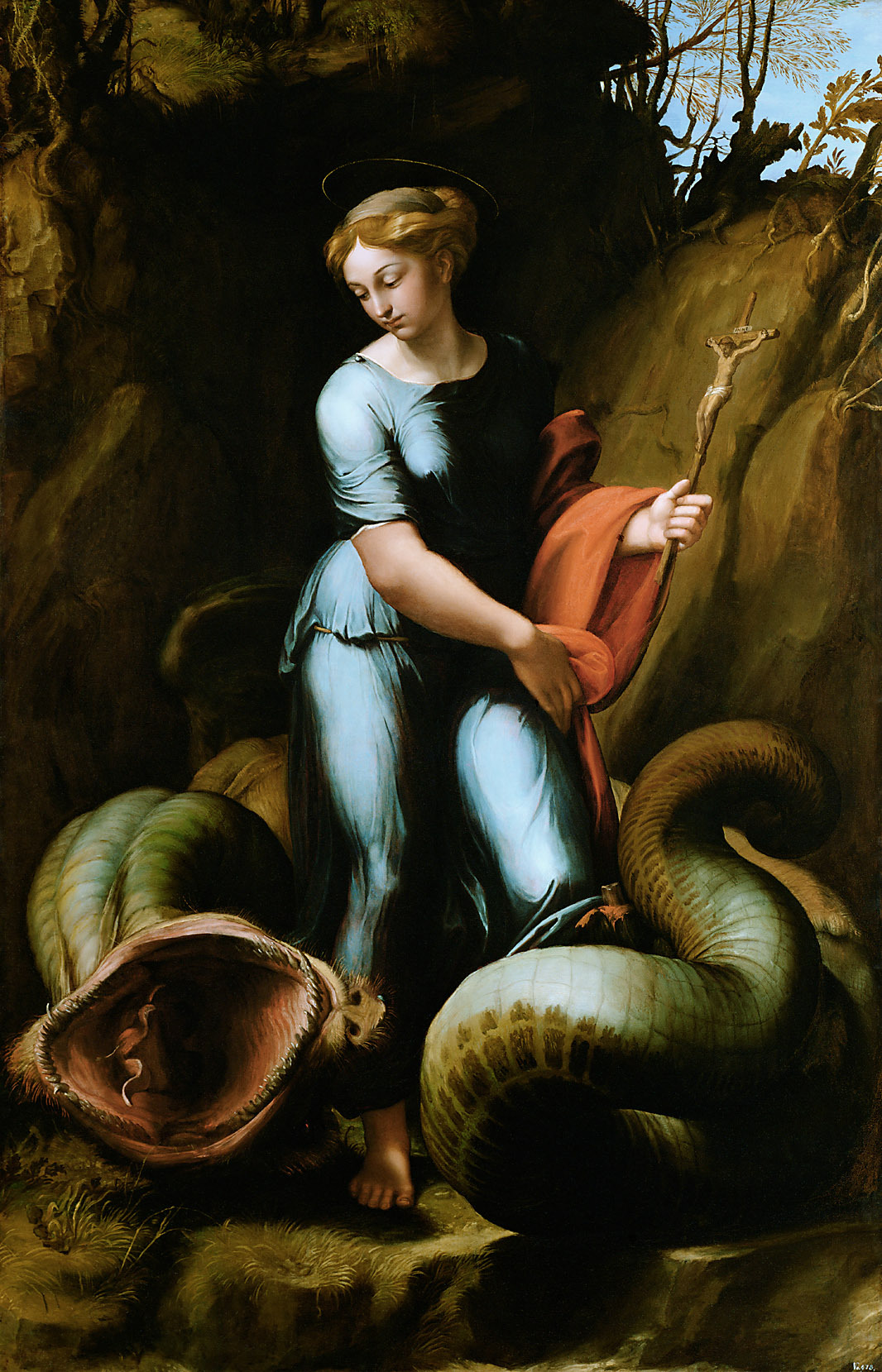
ラファエロ・サンツィオ『聖マルガリタ』1518年頃 美術史美術館所蔵
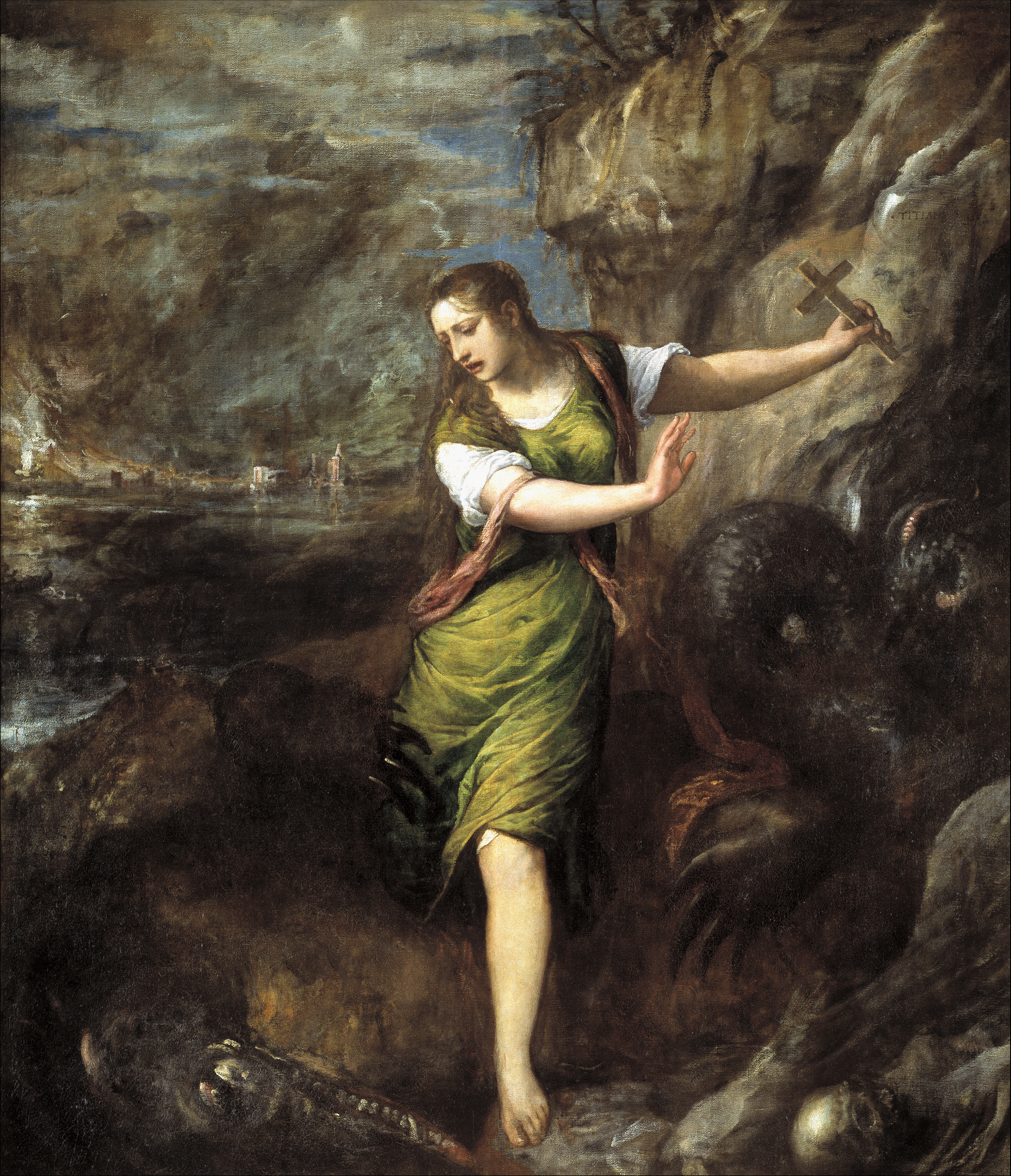
ティツィアーノ・ヴェチェッリオ『聖マルガリタ』1574年頃 プラド美術館所蔵